# Tabulaephorus
Tabulaephorus is een geslacht van vlinders van de familie vedermotten (Pterophoridae), uit de onderfamilie Pterophorinae.

## Soorten
- T. afghanus Arenberger, 1981
- T. decipiens Lederer, 1870
- T. djebeli Arenberger, 1981
- T. hissaricus Zagulajev, 1986
- T. maracandicus Arenberger, 1998
- T. marptys (Christoph, 1872)
- T. narynus Arenberger, 1993
- T. parthica Lederer, 1870
- T. punctinervis (Constant, 1885)
- T. sesamitis Meyrick, 1905
- T. thomasi Arenberger, 1993